# 金属-卤素交换反应
在金属有机化学中，金属-卤素交换反应是将卤代烃转化为有机金属化合物的基本反应，其中研究较多的是利用金属-卤素交换反应制备有机锂化合物。反应速率以碘、溴、氯递减，烷基和芳基氟化物一般难以反应。锂-卤素交换受动力学控制，主要受有机锂试剂对应的碳负离子中间体的稳定性（sp > sp2 > sp3）影响。除锂外，锌、镁也可发生金属-卤素交换反应。

## 应用
金属-卤素交换反应可用于有机合成。如吗啡的合成中正丁基锂用作与芳基溴化物的交换反应试剂，亲核的碳负离子迅速使双键发生碳锂化反应，生成由邻位砜基稳定的阴离子，并发生分子内SN2反应，形成吗啡的环状骨架：